# Manuel Francisco Penetra
Manuel Francisco Penetra (Santo Tirso, Reguenga 21.12.1860 - São Tomé e Príncipe 05.07.1908), 1.º Visconde de Cantim, foi um empresário agrícola português.

## Família
Filho de Manuel Francisco Penetra e de sua mulher Rosa Dias Quintas, tia da 1.ª Viscondessa do Bom Sucesso.

## Biografia
Foi Senhor da Quinta de Cantim e da Roça de Santa Catarina, em São Tomé e Príncipe. Ignoram-se mais dados pessoais.
O título de 1.º Visconde de Cantim foi-lhe concedido por Decreto de D. Carlos I de Portugal de 16 de Julho de 1904, como recompensa pela edificação de vias públicas, pagas juntamente com a Viscondessa do Bom Sucesso e os herdeiros de António Francisco Ruas.